# 佐藤ちの
佐藤 ちの（さとう ちの、1960年7月29日 - ）は、日本の元女子プロレスラー。東京都杉並区出身。

## 経歴・戦歴
昭和53年組として全日本女子プロレスに入団。同期にはデビル雅美、ジャンボ堀らがいる。
1978年6月2日デビュー。
新人時代にはチノ・サトーのリングネームでミミ萩原と「ラブリー・ペア」を結成。1978年10月から開催された8チーム参加のタッグリーグでは、三代目ブラック・ペア（池下ユミ&マミ熊野）からリングアウト勝ちを奪う番狂わせを演じている。
1980年に20歳以下を対象とした全日本ジュニア王座が創設されると、1月4日に初代王座を横田利美と争うが、残り2分を切ったところで押さえ込まれ惜しくも敗戦。
腰と首を痛め、1981年2月25日、横浜文化体育館で引退。セレモニーでは先輩レスラー全員とのエキシビションを敢行した。
現役時代より試合がないときには全日本女子プロレス中継でのリポーターを務め、引退後も解説者となった。
1984年には女優として日活ロマンポルノに出演した。
1980年7月26日放送の「8時だヨ!全員集合」にミミ萩原、赤城マリ子、トミー青山と共に「女子プロレスコント」にゲスト出演している。

## 得意技
- パワーボム

日本の女子プロレスラーとして初めて使用した。引退後は同期の堀に受け継がれた。
- ジャイアントスイング
- ローリング・ヘッドバット

## 入場テーマ曲
- 「Wild & Mild」（作曲：岩倉健二）のちにこの曲は若手時代の立野記代、そして井上貴子に受け継がれた。

## 映画
- ヴァージンなんか怖くない（1984年）ぺぺ役[1]
- 美少女プロレス 失神10秒前（1984年） 池下冴子役※「ファイティング・ディレクター」も兼務[2][3]